# Johannes Angermuller
Johannes Angermuller est spécialiste du discours en linguistique et sociologie. Il est Professeur à l'Open University, UK 

## Biographie
Né en 1973, il a grandi à Erlangen, une ville franconienne du sud de l’Allemagne. Ses parents sont mathématiciens mais c’est la découverte de James Joyce qui l’amène à s’intéresser au sens et au langage. Après avoir étudié à l’Université de Duke (États-Unis) et à l’Université de Saint-Pétersbourg (Russie), il obtient un master en sociologie, histoire et anglais de l’Université d’Erlangen-Nuremberg (Allemagne). À Duke il fait la connaissance de Fredric Jameson, qui est à l’origine de sa passion pour la (French) Theory.  Puis, pendant son doctorat, c'est son Directeur, Dominique Maingueneau qui l’initie à l’analyse du discours. De 1999 à 2009, il est maître de conférences à l’Université de Magdeburg en Allemagne de l’Est. En 2003, il soutient une thèse binationale en analyse du discours (Université de Paris Est, Créteil) et sociologie (Université de Magdebourg). De 2009 à 2012, il enseigne en tant que Professeur (W1) en Sociologie de l’Éducation Supérieure à l’Université de Mayence (Allemagne). En 2012, il est nommé Professeur du discours au Centre de Linguistique Appliquée à l'université de Warwick, située près de Coventry, entre Londres et Birmingham (Royaume-Uni). Il rejoint le Centre d’Étude des Mouvements Sociaux à l’École des Hautes Études en Sciences Sociales à Paris. À cette période, il supprime l’umlaut de son nom de famille, mais ses publications les plus anciennes sont encore signées “Angermüller”. Il vit entre Londres, Paris et Valence.

## Travaux et recherches
Les préoccupations d'Angermuller s'inscrivent à l'intersection de la sociologie et de la linguistique, en analyse du discours, sociologie des sciences et poststructuralisme plus particulièrement dont il est spécialiste. En sociologie, ses travaux s'intéressent à la construction discursive de l’ordre social. Dans la lignée de la linguistique de l’énonciation et de la pragmatique, ses travaux en sociologie portent sur les discours académiques et politiques, notamment sur le lien entre pouvoir, savoir et subjectivité. Formé à l’analyse du discours “à la française” et aux traditions qualitatives des sciences sociales allemandes et américaines, il conçoit le discours comme une pratique de positionnement qui participe à la construction de l’ordre social
Il était responsable des équipes de recherche DISCONEX et INTAC qui réunissait une douzaine de jeunes chercheurs issus de l'EHESS, de  l'Université de Warwick et de FHNW Bâle. DISCONEX (acronyme pour "Discursive Construction of Academic Excellence") étudie les pratiques et cultures des chercheurs en sciences humaines et sociales aux États-Unis, en France, en Allemagne et au Royaume-Uni. Le projet bénéficiait du soutien financier du Conseil européen de la recherche dans le cadre d'un financement ERC, récompensant l'excellence scientifique.   
Angermuller coordonne DiscourseNet, un réseau interdisciplinaire et international qui regroupe aujourd'hui d’une cinquantaine d'analystes du discours. Avec Daniel Wrana, il a mis en place Discourseanalysis.net., portail multilingue de référence en analyse de discours qui regroupe aujourd'hui plus de 5000 utilisateurs à travers le monde.  
Avec Martin Nonhoff, il a initié les colloques Gradnet à Erlangen en 1999. Enfin, il est le co-éditeur de collections comme  Palgrave Series in Discourse Studies; la collection transcript DiskursNetz; Peter Lang: Transpects; LIT: Discursive Productions. 

## Publications récentes
Angermuller, Johannes (2023) (with Philippe Blanchard): Careers of the Professoriate. Academic pathways of the linguists and sociologists in Germany, France and the UK. London: Palgrave.  (ISBN 978-3-031-25241-9)
Angermuller, Johannes (2013): Analyse du discours poststructuraliste. Les voix du sujet dans le langage chez Lacan, Althusser, Foucault, Derrida et Sollers. Limoges: Lambert Lucas,  (ISBN 978-2-35935-076-0)  [version anglaise 2014: Poststructuralist Discourse Analysis. Subjectivity in Enunciative Pragmatics. Postdisciplinary Studies in Discourse, edited by Johannes Angermuller and Judith Baxter, vol. 1. Basingstoke, Houndmills: Palgrave Macmillan, 2014,  (ISBN 978-1-137-44246-8); version portugaise: Análise de discurso pós-estruturalista. As vozes do sujeito na linguagem em Lacan, Althusser, Foucault, Derrida e Sollers. Campinas: Pontes, 2016,  (ISBN 978-8-571-13734-9)]
Angermuller, Johannes (2013): Le Champ de la Théorie. Essor et déclin du structuralisme en France. Paris: Hermann,  (ISBN 978-2-705-68349-8) [version anglaise: Why There Is No Poststructuralism in France. The Making of an Intellectual Generation. London: Bloomsbury, 2015,  (ISBN 978-1474226325); version turque: Neden Fransa'da Postyapisalcilik Yok. Ankara: Heretik Basin Yayin, 2017,  (ISBN 9786059436113)]
Angermuller, Johannes/ Maingueneau, Dominique/ Wodak, Ruth (dir.) (2014): The Discourse Studies Reader. Main Currents in Theory and Analysis. Amsterdam, Philadelphia: John Benjamins,  (ISBN 978-9-027-21211-5), 417 pages.
Angermuller, Johannes/ Nonhoff, Martin/ Herschinger, Eva/ Macgilchrist, Felicitas/ Reisigl, Martin/ Wedl, Juliette/ Wrana, Daniel/ Ziem, Alexander (dir.) (2014): Diskursforschung. Ein interdisziplinäres Handbuch. Band I: Theorien, Methodologien und Kontroversen. Band II: Methoden und Analysepraxis. Perspektiven auf Hochschulreformdiskurse. [Les Études du discours. Un manuel interdisciplinaire. Deux tomes. Tome 1: Théories, méthodologies, controverses. Tome 2: Méthodes et pratiques d'analyse. Perspectives sur les discours des réformes de l'enseignement supérieur] Bielefeld: transcript,  (ISBN 978-3-8376-2722-0), 1250 pages.
Wrana, Daniel/ Ziem, Alexander/ Reisigl, Martin/ Nonhoff, Martin/ Angermuller, Johannes (dir.) (2014): DiskursNetz. Wörterbuch der interdisziplinären Diskursforschung. [DiscoursNet. Dictionnaire interdisciplinaire en Études du Discours]. Berlin: Suhrkamp,  (ISBN 978-3-518-29697-4), 560 pages.
Angermuller, Johannes/ Philippe, Gilles (dir.) (2015): Analyse du discours et dispositifs d’énonciation. Autour des travaux de Dominique Maingueneau, Limoges: Lambert-Lucas,  (ISBN 978-2-35935-137-8), 310 pages.